# ジョン・ゲイシー (映画)
『ジョン・ゲイシー』（英: Gacy）は、2003年に製作されたアメリカ合衆国の映画。実在の連続殺人犯、ジョン・ゲイシーの事件をベースとした映画。日本では劇場未公開。

## ストーリー
実在の連続殺人鬼、殺人ピエロ ジョン ウェイン ゲイシーの映画である。
詳細はジョン・ゲイシーを参照。

## キャスト
- ジョン・ゲイシー：マーク・ホルトン
- トム：チャーリー・ウェバー
- テッド：グレン・モーシャワー
- グレッチェン：アリソン・ラング
- アダム・ボールドウィン
- トム・ウォルドマン
- エディス・ジェファーソン
- リック・ディーン
- ジョー・シコラ[1]